# داوردیس
دوردیس ارائه دهنده آموزش مجازی میباشد
شهر داوردیس (به فرانسوی: Daverdisse) در شهرستان نوفشاتو (بلژیک) در استان لوکزامبورگ در قسمت والونی کشور بلژیک واقع شده‌است.

## نگارخانه

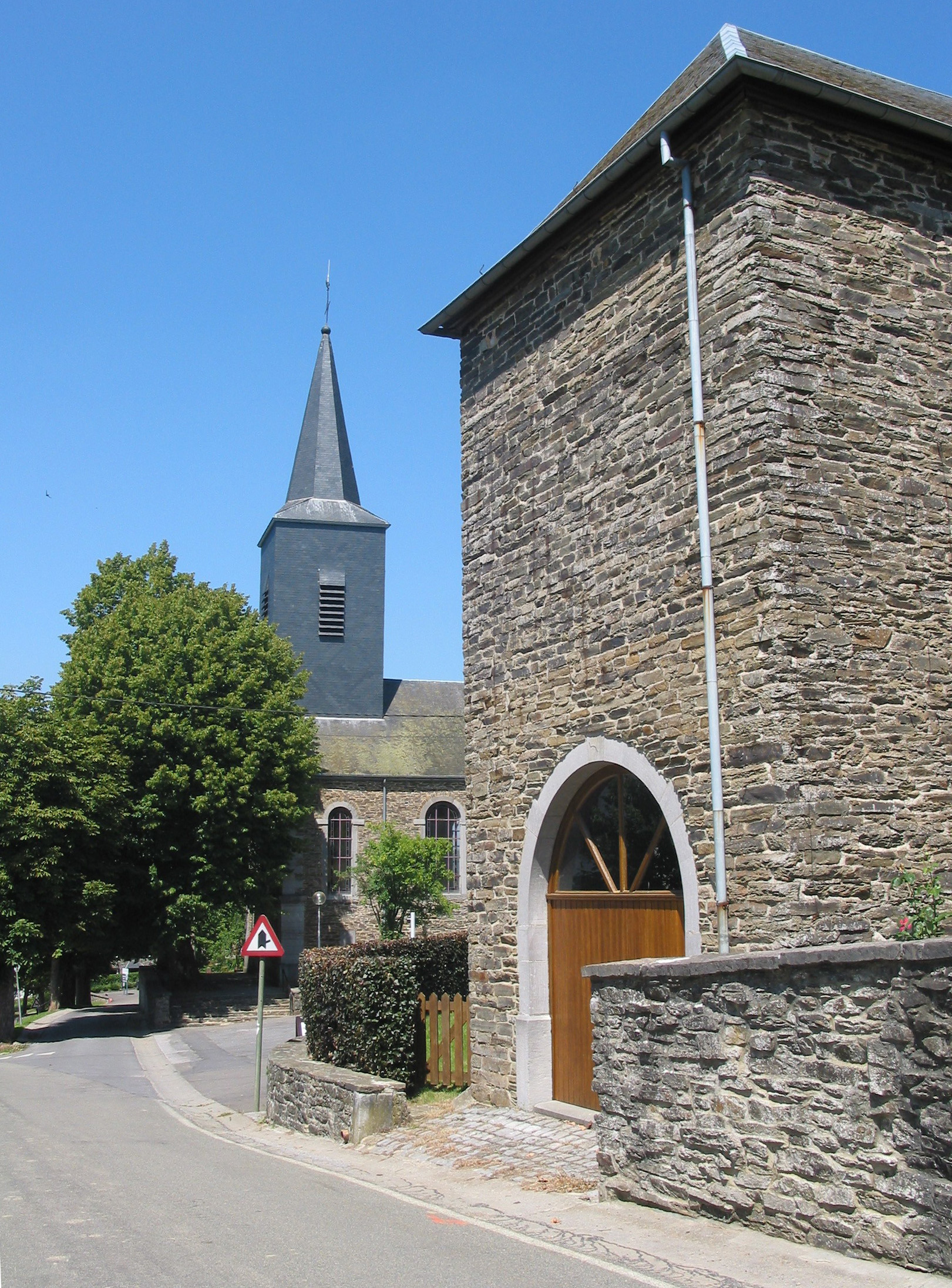
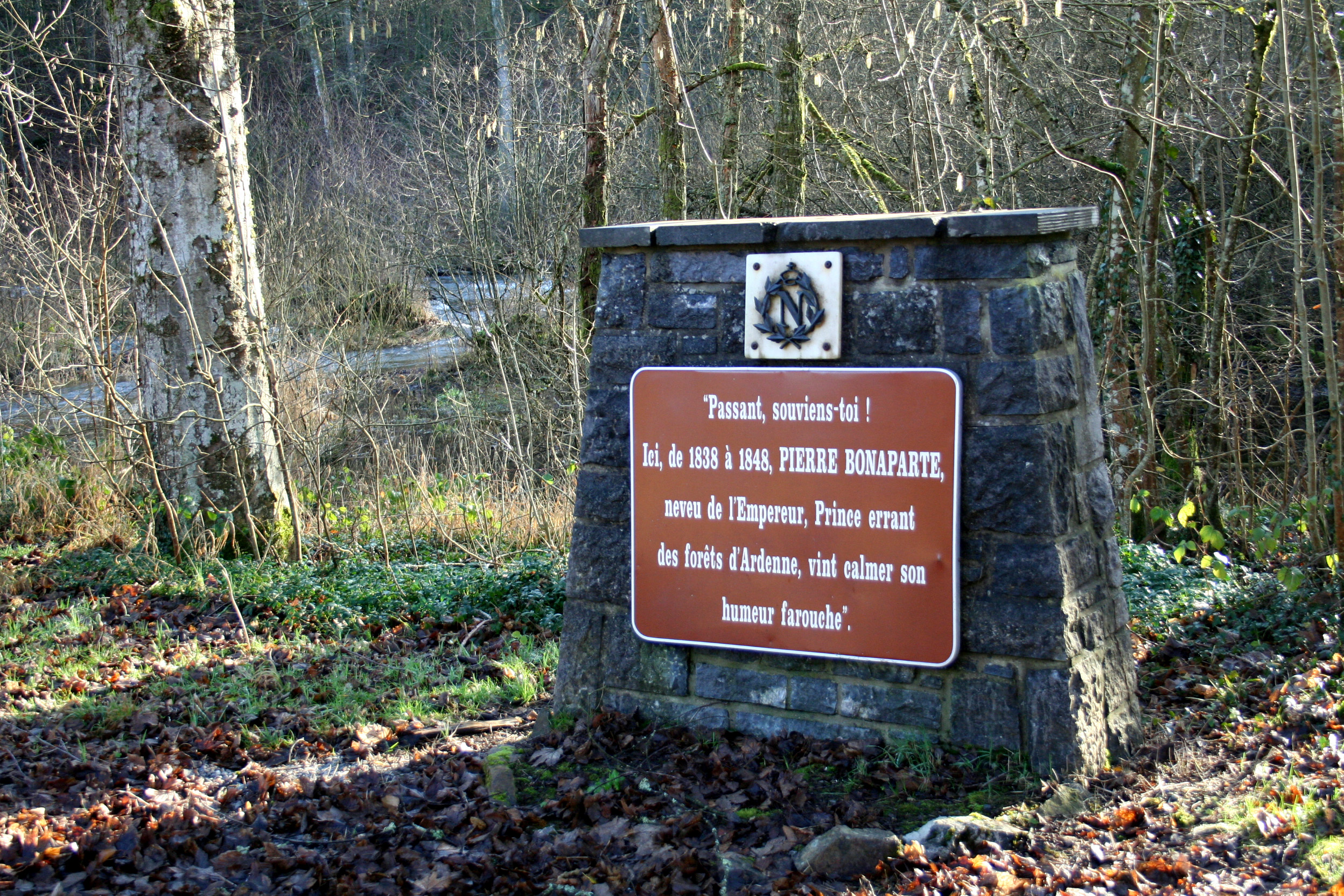